# Schistes
Schistes — рід серпокрильцеподібних птахів родини колібрієвих (Trochilidae). Представники цього роду мешкають в Андах.

## Види
Виділяють два види:
- Колібрі-капуцин білогорлий (Schistes albogularis)[5][6]
- Колібрі-капуцин клинодзьобий (Schistes geoffroyi)

## Етимологія
Наукова назва роду Schistes походить від слова дав.-гр. σχιζω — розділяти, розщеплювати.